# Sidney Gilchrist Thomas
Pour les articles homonymes, voir Thomas.
Sidney Gilchrist Thomas, né à Canonbury, borough londonien d'Islington (Londres) le 16 avril 1850 et mort à Paris le 1er février 1885, est un ingénieur britannique, connu pour la mise au point du procédé Thomas-Gilchrist de traitement des fontes issues des minerais phosphoreux, les plus courants, pour les convertir en acier.

## Enfance
Sidney Gilchrist Thomas naît dans une famille de quatre enfants ; il a deux frères et une sœur. Millicent Gilchrist, sa mère, s’occupe de son enseignement jusqu’à l’âge de huit ans.
 
À la suite d’un déménagement, il entre à l’école à Dulwick College, près  de Londres. Sa mère ayant des origines galloises, il apprend le gallois dans la famille de sa mère au pays de Galles. La vie familiale encourage les activités intellectuelles ; avec ses deux frères, il étudia les oiseaux et les fleurs.
Son père ambitionnait que son fils réalise des études scientifiques. Lui préfère s’orienter vers des études de médecine. Son frère aîné, Llewellyn, était devenu médecin.

## Le scientifique
Le décès prématuré de son père en 1867, alors qu’il a dix-sept ans, met la famille Thomas dans le besoin. Il est obligé d’arrêter ses études, et devient premier commis dans un tribunal de première instance à Londres.
Cependant, il poursuit des études en suivant un cours du soir de métallurgie. C’est à l’occasion d’une conférence qu’il découvre l’impossibilité de traiter les fontes phosphoreuses par le procédé Bessemer pour fabriquer de l’acier : les aciers obtenus sont cassants et inaptes à toute utilisation. 
Henry Bessemer avait mis au point un procédé d'affinage de la fonte qui permettait de fabriquer de l’acier en quantités importantes : il avait fait entrer la fabrication de l’acier dans l’ère industrielle. Malheureusement, sa cornue, protégée des seuls revêtements réfractaires connus à l’époque capables de supporter les températures très élevées, à base de sable, était incapable de déphosphorer la fonte. Cet incapacité venait du revêtement réfractaire, acide, qui empêchait l'oxydation du phosphore. Par conséquent, seules les fontes ne contenant pas cet élément pouvaient être traitées. Or, la majorité des minerais de fer (en Lorraine, Pays de Galles …), contiennent du phosphore, ce qui limitait fortement le développement du procédé, et limitait l'intérêt des gisements ferreux des régions concernées.

## 1877, la découverte du procédé Thomas Gilchrist

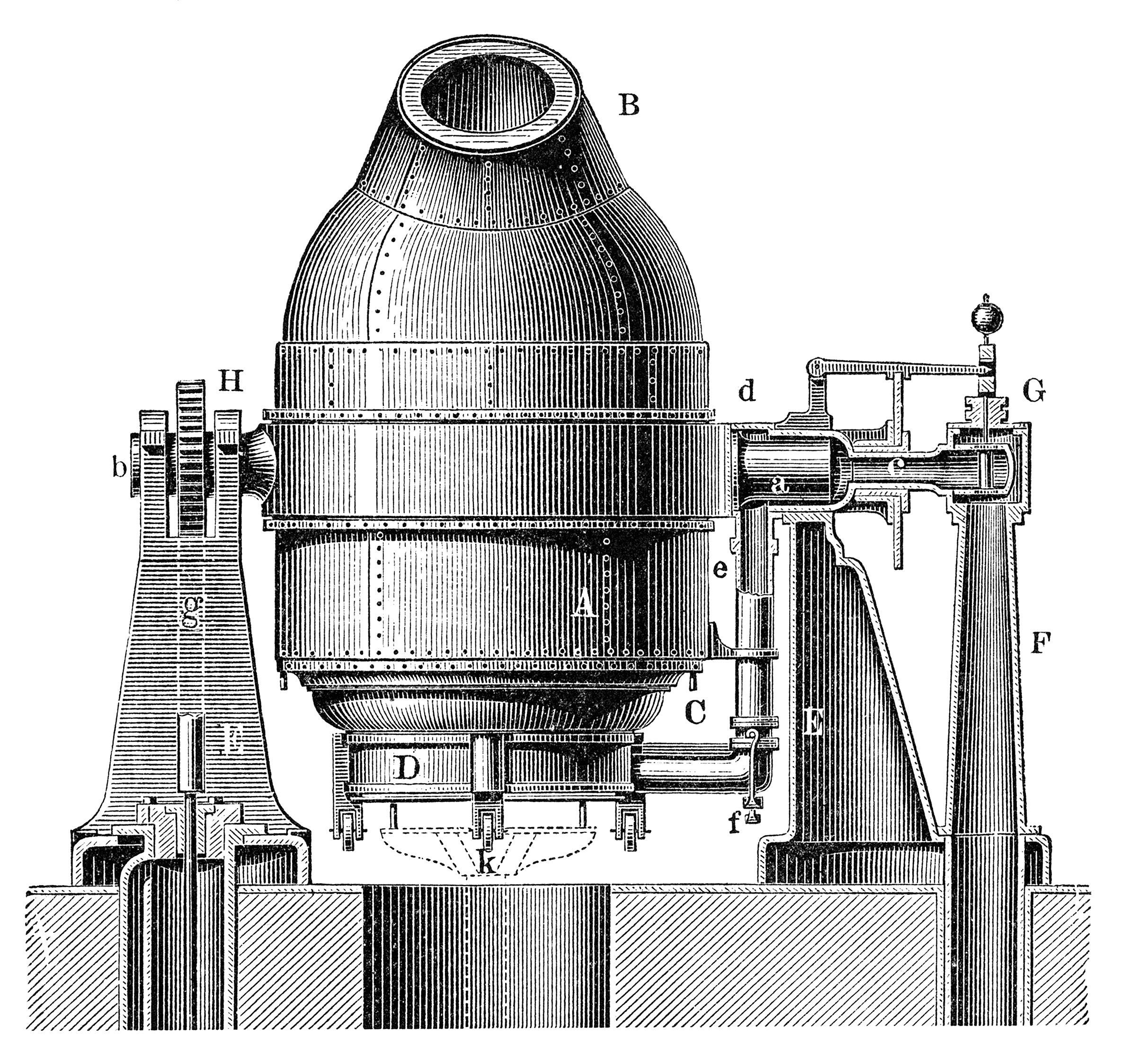
Convertisseur Bessemer avec sa forme caractéristique en cornue

Thomas conçoit l’idée d'un revêtement réfractaire basique à base dolomie, qui permet l’utilisation de chaux pendant la conversion de la fonte, chose impossible avec les réfractaires acides. Ce produit fixe l’acide phosphorique qui passe dans le laitier.
Avec l’aide de son cousin, Percy Carlyle Gilchrist, il entreprend des essais à l’aciérie de Blaenavon. Son directeur E.P. Martin, fortement intéressé, leur accorde son autorisation pour les expérimentations. En 1877, Thomas dépose un brevet pour protéger son invention. Les essais de laboratoire sont confirmés par un essai dans un convertisseur d'une tonne et demie à Middlesbrough le 4 avril 1879. 
Très rapidement, les industriels des pays dont le sous-sol contient des minerais phosphoreux cherchent à obtenir une licence pour l’exploitation de ce procédé. Dès le 20 avril, une licence est accordée à la société luxembourgeoise Metz & Cie par Émile Metz et Jean Meyer, au nez et à la barbe des industriels allemands qui souhaitaient aussi exploiter les riches gisements phosphoreux de ce pays. Ils obtiennent finalement le 26 avril une licence valable pour l’Allemagne et le Luxembourg, à l’exception, bien sûr, des exploitations de Metz & Cie.
Une heureuse conséquence de son invention est la formation par refroidissement et solidification du laitier de scories contenant du phosphore et de la chaux. Rapidement, on s’aperçoit que ce sous-produit peut être utilisé dans les sols acides à la place de coûteux engrais. Dix ans après le dépôt de son brevet, lors d’une communication de Sidney Thomas au Journal of Iron and Steel Institute, il indique que la consommation mondiale de scorie phosphoreuse dépassait les deux millions de tonnes.

## Les voyages
En 1881, il entreprend un voyage aux États-Unis pour négocier l’utilisation de son brevet, puis en Europe. Avec son cousin, il rédige cette même année un mémoire sur son procédé pour la « Society of Art ». Ces voyages lui occasionnent de grandes fatigues et son état de santé commence à se dégrader. Il est en fait atteint de tuberculose, maladie à l’époque incurable.
L’année suivante, il se rend en Afrique du Sud, en Inde puis en Australie afin de trouver un climat propice à sa guérison. Son état de santé s’aggrave. 
Il retourne aux États-Unis où il visite de nombreuses installations sidérurgiques. Il poursuit ses recherches en métallurgie et imagine un traitement combinant un convertisseur basique Thomas avec un four Martin afin de retirer le phosphore et le silicium de la fonte.

## La maladie

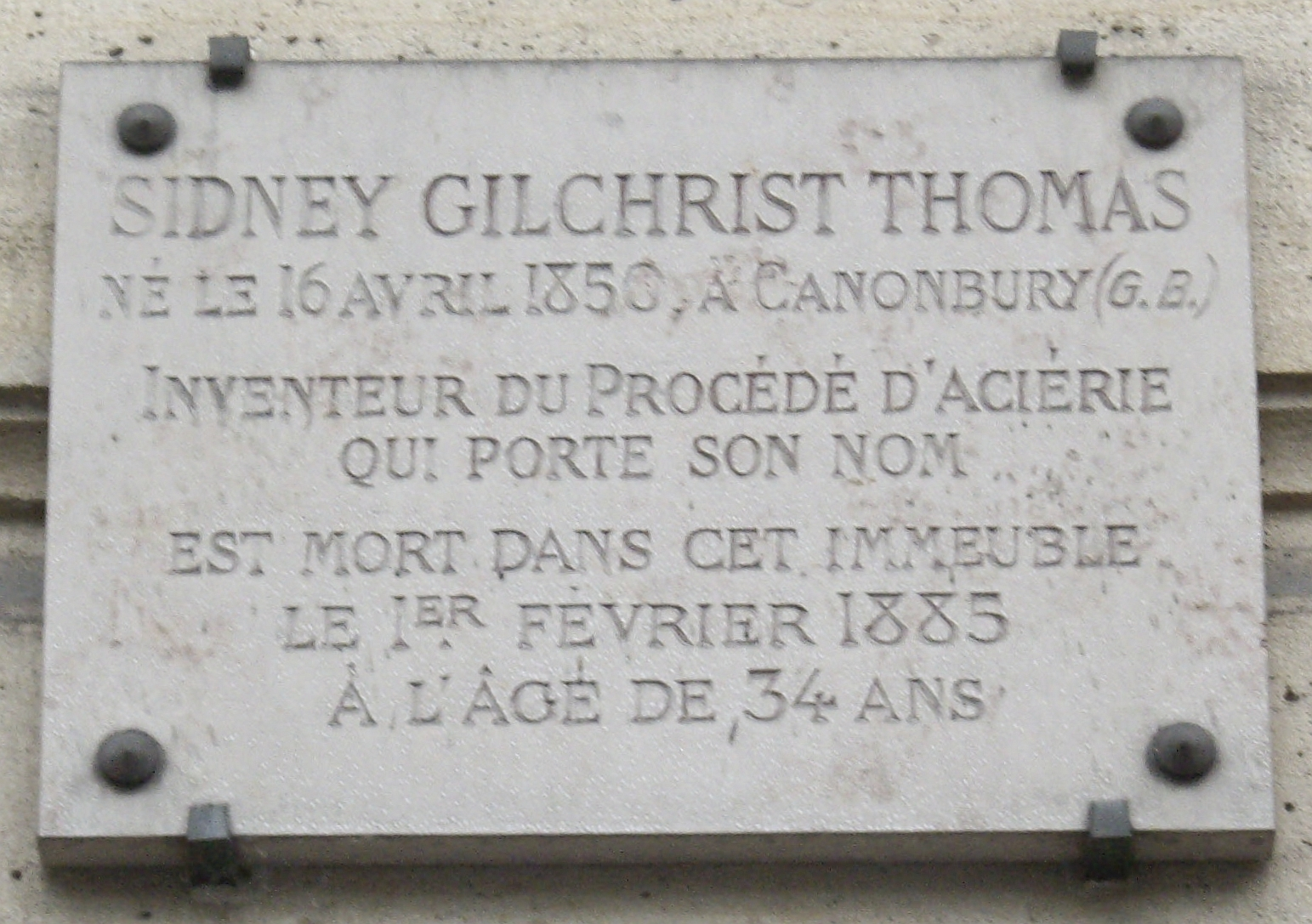
Plaque 61 avenue Marceau (16e arrondissement de Paris), où il est mort.

De retour au Royaume-Uni, il se consacre avec ardeur au développement de son invention et à l’utilisation des scories. Mais la maladie l’oblige à se rendre dans la campagne britannique avec sa sœur pour se reposer. Rapidement, il se rend en Algérie afin d'y trouver un climat plus favorable, tout en poursuivant ses recherches en métallurgie.
Lors d’un voyage à Paris, sa maladie s’aggrave. C'est là qu'il meurt au 61 avenue Marceau le 1er février 1885. Il est enterré au cimetière de Passy.

## L’héritage social
Sidney Thomas a eu en permanence une pensée sociale. Enfant, il évoquait à sa sœur sa volonté d'embrasser une carrière scientifique pour améliorer les conditions sociales. Il fut également influencé par son expérience au tribunal londonien, où il côtoya la misère. Au cours de ses voyages, ses lettres évoquent régulièrement les conditions sociales qu’il observe. En Australie, il évoque la condition des ouvrières agricoles.
C’est dans une lettre, rédigée lors de sa maladie, qu'il exposa ce que devaient être les réformes à mener. Il estimait par exemple que les droits de succession devaient être fortement relevés afin d’empêcher l’accumulation de richesses. Il souhaitait un engagement plus important des pouvoirs publics dans les domaines sociaux et artistiques. Sa pensée était également marquée par une dimension morale, il voulait diminuer le problème de l’alcoolisme par un contrôle du commerce des boissons alcoolisées et une suppression des droits de douane sur le thé.
Sa maladie et sa mort prématurée l’empêchèrent de mettre en pratique ses vues, exposées dans une biographie rédigée par sa sœur Lilian. Elle utilisa également sa fortune pour mettre en application la pensée sociale de son frère. Elle fit construire des maisons dans les quartiers industriels de Londres, finança un poste de délégué au tribunal où son frère avait travaillé. Ce dernier avait pour rôle d’assister les pauvres. Elle sauva de la destruction des bâtiments d’intérêt historique.